# پالمتو استیتس (فلوریدا)
پالمتو استیتس (به انگلیسی: Palmetto Estates) یک منطقهٔ مسکونی در ایالات متحده آمریکا است که در شهرستان میامی-دید، فلوریدا واقع شده‌است. پالمتو استیتس ۵٫۶ کیلومتر مربع مساحت و ۱۳٬۶۷۵ نفر جمعیت دارد و ۳ متر بالاتر از سطح دریا قرار دارد.